# Курган (Амурская область)
Курга́н — село в Свободненском районе Амурской области, Россия. Входит в Курганский сельсовет.

## География
Село Курган стоит на левом берегу реки Большая Пёра (приток Зеи).
Село Курган расположено к северу от районного центра города Свободный, расстояние по автодороге Свободный — Углегорск (через Глухари, Разливная, Дом отдыха Бузули, Черновку, Юхту и Дмитриевку) — 50 км.
Село Курган — спутник посёлка Углегорск и космодрома «Восточный».
Рядом с селом Курган проходит федеральная автодорога Чита — Хабаровск.
Расстояние до административного центра Курганского сельсовета села Глухари (стоит на правом берегу реки Большая Пёра) — около 4 км.

## Население
| 2002 | 2010 | 2012 | 2013 | 2014 | 2015 | 2016 |
| ---- | ---- | ---- | ---- | ---- | ---- | ---- |
| 31   | ↗53  | →53  | ↘51  | ↗54  | ↘53  | ↗55  |
| 2017 | 2018 |      |      |      |      |      |
| ↗57  | ↘54  |      |      |      |      |      |